# Sassi di Matera
De Sassi di Matera (letterlijk: Stenen van Matera) zijn prehistorische grotwoningen in de Italiaanse stad Matera, Basilicata. Het complex bestaat uit twee delen, Sasso Caveoso en Sasso Barisano.
Sinds 1993 staan de Sassi en het park van de rotskerken van Matera op de werelderfgoedlijst van UNESCO. Het gebied zelf is 1016 hectare groot, de bufferzone beslaat 4365 hectare.

## Galerij

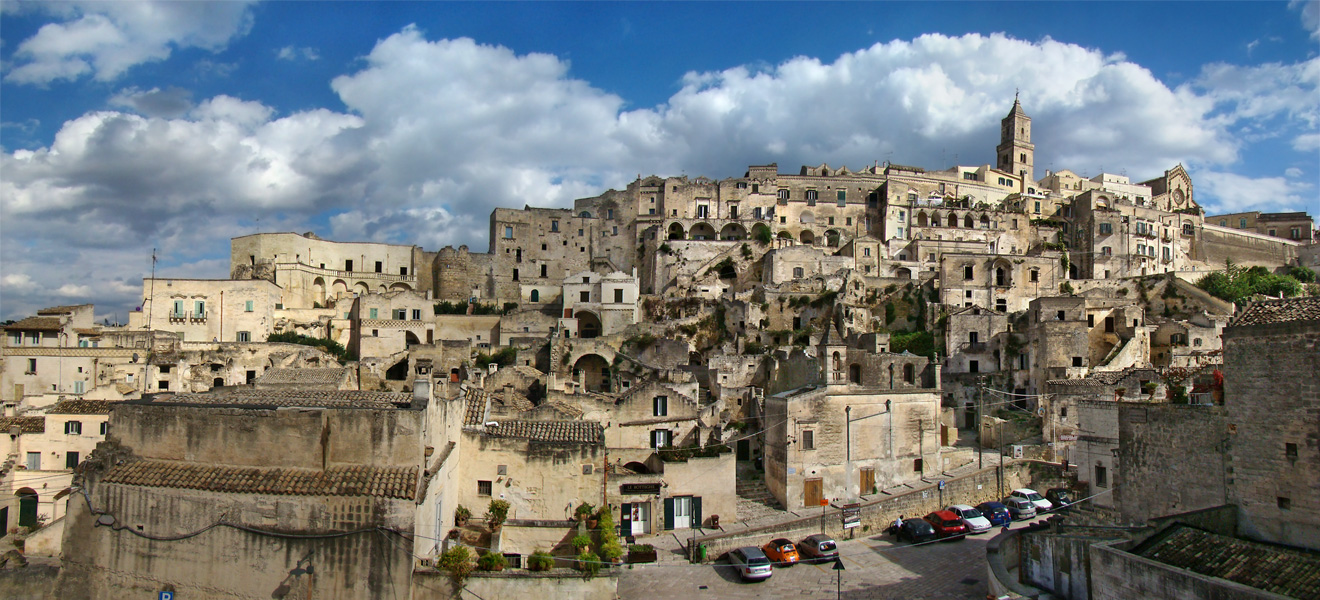
Sasso Barisano
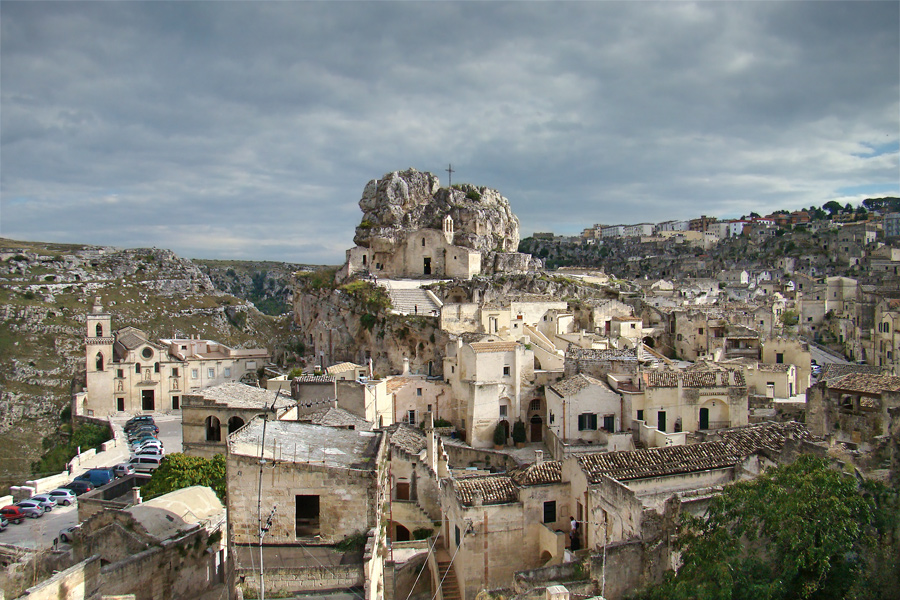
Sasso Caveoso
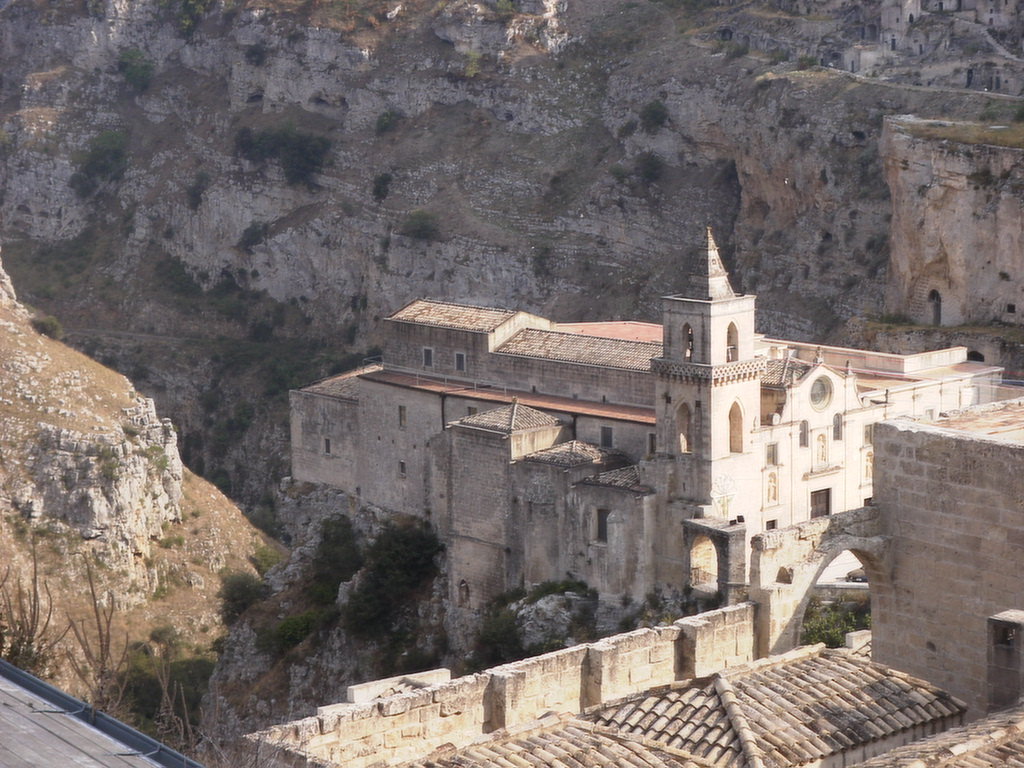
Kerk van St. Pietro Caveoso
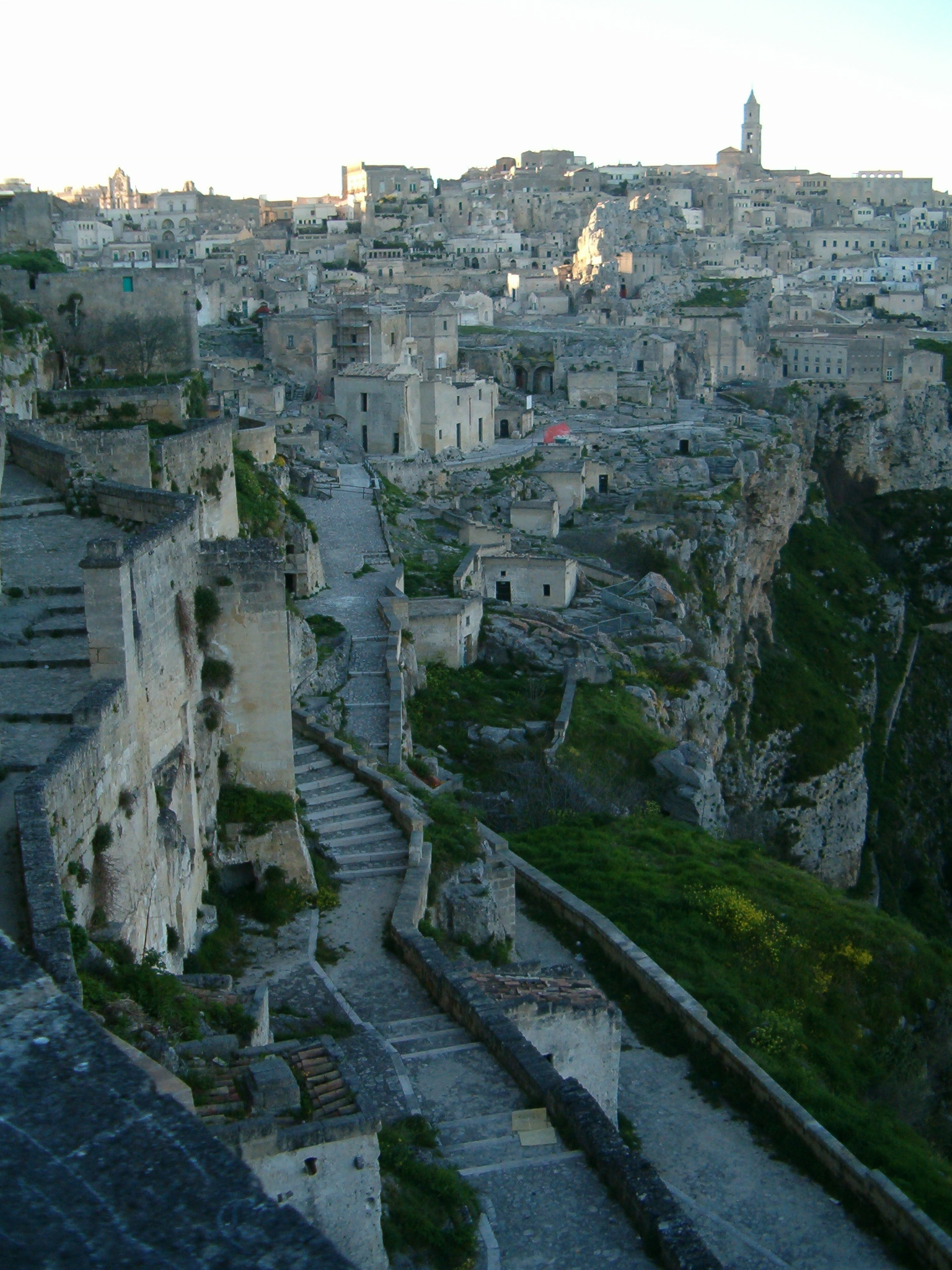
Panoramisch uitzicht over de bergen